# Polyalthia stenopetala
Polyalthia stenopetala este o specie de plante din genul Polyalthia, familia Annonaceae. A fost descrisă pentru prima dată de Joseph Dalton Hooker și Thomas Thomson, și a primit numele actual de la Achille Eugène Finet och François Gagnepain. Conform Catalogue of Life specia Polyalthia stenopetala nu are subspecii cunoscute.